# Єремієвська сільська рада (Чишминський район)
Єремі́євська сільська рада (рос. Еремеевский сельский совет) — муніципальне утворення у складі Чишминського району Башкортостану, Росія. Адміністративний центр — село Єремієво.

## Населення
Населення — 2069 осіб (2019, 2010 у 2010, 2113 у 2002).

## Склад
До складу поселення входять такі населені пункти:
| Населений пункт       | Населення, осіб (2002) | Населення, осіб (2010) |
| --------------------- | ---------------------- | ---------------------- |
| Верхні Терми, село    | 356                    | 303                    |
| Єремієво, село        | 501                    | 543                    |
| Зубово, присілок      | 6                      | 6                      |
| Каветка, присілок     | 36                     | 30                     |
| Калмашево, село       | 721                    | 686                    |
| Нижні Терми, присілок | 371                    | 331                    |
| Слак, присілок        | 122                    | 111                    |